# Ramón Araújo
Ramón Antonio Araújo Fernández (Orense, 14 de agosto de 1944), conocido como Ramón Araújo, es un escritor, poeta, músico y humorista español popularmente reconocido por fundar el grupo cómico satírico Anticraisis Consort renombrado posteriormente como Trío Zapatista.

## Biografía
Nace en Orense (Galicia) aunque a la edad de 6 años se traslada junto a sus padres al municipio de Villa de Mazo en la isla de La Palma (Canarias). Allí pasó la mayor parte de juventud hasta su regreso a su tierra natal para cursar sus estudios de Derecho en la Universidad de Santiago de Compostela.
Durante los años sesenta bebe de la contracultura y de la obra de escritores como Allen Ginsberg, Jack Kerouac, Augusto Monterroso, Italo Calvino, Jorge Luis Borges, Julio Cortázar o Fernando Pessoa generando con ello desde entonces un pensamiento crítico. En 1969, huyendo del franquismo, decide emigrar a República Dominicana. En Santo Domingo entra en contacto directo con el yoga, una disciplina que será clave a lo largo de su vida, y ejerce diversos trabajos, entre ellos vendedor de repuestos de automóvil. Regresa a España en 1974, aprueba las oposiciones y comienza a ejercer como docente en el CEIP Manuel Galván de las Casas de Breña Alta y posteriormente en el Instituto Virgen de las Nieves de Santa Cruz de La Palma, donde imparte la asignatura de F.O.L: Formación y Orientación Laboral.
Su particular forma de dinamizar las clases con técnicas de ruptura, juegos, canciones y teatro, así como sus técnicas de concentración y relajación, hacen que se gane el respeto y cariño del alumnado. Durante esa etapa incursiona en el teatro infantil  escribiendo y dirigiendo diversas obras que fueron llevadas a escena, aunque no se encuentran editadas.
Con un amplio abanico de influencias musicales acumuladas a lo largo de su vida: Bob Dylan, Jim Morrison, Les Luthiers, La Trinca, Javier Krahe o Emilio Cao, es a principios de los años 1990 que Ramón Araújo comenzará a ponerle música a algunos romances pertenecientes al Romancero viejo tales como El Romance del Conde Arnaldos. Esta labor la comenzará junto a Jorge Guerra, alumno suyo durante la década anterior. En ese entonces ambos coinciden con Rodrigo Melgar y otros músicos dentro de Vrandán, formación en la que Ramón ejercía una fuerte influencia celta frente a los ritmos latinos y ancestrales que predominaban en los comienzos del grupo.
En 1994 Ramón, Jorge y Rodrigo forman el grupo cómico satírico Anticraisis Consort. El nombre es tomado de unas declaraciones de Jorge Valdano, exentrenador del Club Deportivo Tenerife, sobre la crisis del equipo a principios de la década.
Animados por la actriz Pilar Rey se presentan por primera vez en el Teatro Chico (Santa Cruz de La Palma) en abril de ese mismo año. Su espectáculo, entonces compuesto por canciones con alto contenido satírico y poemas musicados, resulta llamativo por la teatralidad y la vis cómica de los componentes. Ramón Araújo, que entonces se subía por primera vez a un escenario, había recogido de manera autodidacta todo el bagaje de lo leído, escuchado y aprendido junto a sus alumnos.
Paralelamente junto a Carmen González, primera vocalista de Vrandán y miembro del grupo Carmen y Jorge, en el que tanto ella como Jorge Guerra componían y cantaban canciones infantiles, forma un tándem en el cual escribe y compone una serie de canciones que conforman Regreso al espíritu, editado por primera vez en 1997. El proyecto se denominará Ima Galguén y el álbum se reeditará en diferentes países por medio de la editorial independiente Peermusic durante el año 1999 y 2000. A este trabajo le seguirá Abismo arriba. Carmen González, imagen visible de Ima Galguén, seguirá utilizando dicho nombre para todos sus trabajos posteriores, aunque ya sin la colaboración activa de Ramón Araújo, del cual puntualmente rescatará algunas canciones no grabadas anteriormente.
En 1998 publica Poemas para ovejas rebeldes y algún tigre despistado. La escritora Elsa López es en ese momento la encargada de seleccionar el material incluido en el primer libro de poemas y aforismos humorísticos del autor.
En 1999 graba junto a Klaus Hermann y la soprano Rosina Herrera el disco Invocación. El proyecto, que lleva por nombre Treya y el clan de la tierra alada, refleja cierto misticismo celta. Ramón firma como autor y compositor de todos los temas, pero finalmente el trabajo nunca se comercializa.
Por esa época Ramón Araújo también ejerce una fuerte influencia en la incipiente carrera de la actriz Petite Lorena, aún Lorena González Orribo, siendo el autor de sus primeros monólogos cómicos. Él la bautizará artísticamente con el apelativo Petite. También ejerce como dramaturgo y mentor del grupo teatral Cruzado Mágico y como autor de varias canciones del grupo de rock Ojalá Muchá.
En 2002 Anticraisis Consort adopta el nombre de Trío Zapatista. Siguen conservando la esencia de copleros, juglares, pícaros y trovadores, pero con una marcada alusión a la Revolución mexicana y a la música regional. A través de canciones teatralizadas, monólogos cortos y ataviados con cartucheras, grandes sombreros y ritmos que van desde el rock, los boleros, los corridos, la música celta, los pasodobles, la pachanga, la samba o el blues, el grupo cosecha a lo largo de los años grandes éxitos y miles de conciertos por toda la geografía canaria y parte de la española. Desde sus inicios como Anticraisis Consort, nombre con el que actualmente actúan en contadas ocasiones, el grupo es programado con asiduidad en Radio 3 (Radio Nacional de España) y Europa FM, especialmente en el programa matinal Levántate y Cárdenas.
Las claves del éxito pueden achacarse la diferente personalidad y desparpajo de los tres integrantes del grupo, que ocupan la primera línea del escenario tal como lo hiciera Taburiente en los años 70, la crítica irónica hacia la sociedad mediante letras sencillas y pegadizas, la improvisación, la cercanía al espectador en todo tipo de escénicos, especialmente plazas y teatros, y la novedad que supuso su propuesta.
En 2003 Ramón Araújo incursiona en la novela con Saga del tiempo remoto. La obra transcurre en un mundo de ensoñación inspirado en paisajes de La Palma y los mitos y leyendas de la isla.
En 2007 se jubila como docente aunque continúa con sus proyectos artísticos. Por ese entonces vive una etapa de esplendor junto al Trío Zapatista, que edita un nuevo disco año tras año.
En 2014 con el Trío Zapatista publica A Guasapear, el primer disco del grupo grabado en estudio y no en directo, como hasta entonces es habitual.
En 2015 publica El Murphy palmero teniendo como referencia La ley de Murphy de Arthur Bloch. El contenido del libro se centra en la isla de La Palma y los acontecimientos que transcurren en su entorno destacando los relatos, pequeñas comedias, textos de carácter poético y juegos de palabras.
En 2017 publica Crónicas del yoga salvaje: una historia de sexo, yoga, merengue y rock and roll. En él el autor vuelve a la narrativa para contar de manera autobiográfica su experiencia vital en República Dominicana.
En 2020 publica Cuarentanguerías y otras sátiras antivirólicas en el que reúne frases cortas, desaforismos y antipoemas.
Actualmente actúa asiduamente como monologuista, tal como había hecho durante la década de los 90.

## Obras literarias

### Poesía
- Poemas para ovejas rebeldes y algún tigre despistado (Ediciones La Palma, 1998)
- Corazón de Graffiti: máximas muy mínimas y poemas chiquitos (Ediciones Alternativas, 2000)
- Belleza S.L. - Balance al cierre  (Ediciones Alternativas, 2000)
- El Murphy palmero: una aproximación insignificante al pesimismo preventivo y creativo (Ediciones Alternativas, 2015)
- Cuarentanguerías y otras sátiras antivirólicas (Ediciones Alternativas, 2020)

### Teatro
- Historias inmujerables; Galaxia erótica (Baile del Sol, 2003)

### Narrativa
- Saga del tiempo remoto (Baile del Sol, 2003)
- Crónicas del yoga salvaje: una historia de sexo, yoga, merengue y rock and roll (Ediciones Alternativas, 2017)

## Discografía

### Como autor y compositor
Los siguientes álbumes contienen temas de la autoría de Ramón Araújo:
- Arco de colores de Carmen y Jorge (1994)
- Regreso al espíritu de Ima Galguén (1997)
- Sentado Kómodamente de Ojalá Muchá (1998)
- Invocación de Treya y el clan de la tierra alada  (1999)
- Abismo arriba de Ima Galguén (2001)
- En el país de los sueños de Ima Galguén (2001)
- Naves de Ima Galguén (2002)
- Temprano son de mar de Ima Galguén (2008)

### Con Anticraisis Consort
- Calmero sube a la calma (1997)
- Desprendimiento de rutina (2000)

### Con Trío Zapatista
- La Cantina del ingenio (2003)
- Leche condensada (2004)
- La curva de la felicidad (2005)
- Salao, salao (2006)
- El paracetamol (2007)
- Zumo de papaya (2009)
- Con tremendo swing (2009)
- Trío Zapatista canta las canciones de La Revolución Mexicana (2010)
- 20 grandes éxitos (2011)
- Petróleo canario (2012)
- A Guasapear (2014)
- Con la sartén por el mambo (2017)

## Premios
- Premio IDAFE 1996 a la iniciativa musical (otorgado al grupo Anticrasis Consort)